# Maria Kanellis
Mary Louise Bennett (née Kanellis), plus simplement connue sous le nom de Maria, née le 25 février 1982 à Ottawa dans l'Illinois, est une catcheuse, chanteuse et mannequin américaine.
Elle a notamment travaillé à la World Wrestling Entertainment, dans la division Raw. Elle est devenue la première femme enceinte à devenir championne 24/7 dans l'histoire de la WWE.
Elle a reçu le Slammy Award de la Divas de l'année 2009, la seule récompense de sa carrière à la WWE, en étant élue par les fans sur le site internet de la WWE. Elle sort son premier album, Seven Sins, qui est sorti le 13 avril 2010 sur iTunes. Le 18 juin 2017, elle fait son retour avec son mari lors de l’événement Money in the Bank (2017).

## Jeunesse
Avant de travailler pour la WWE, elle était mannequin depuis l'âge de 15 ans. Elle a aussi participé à l'émission de télé-réalité Outback Jack sur TBS. Elle a terminé parmi les trois finalistes, mais n'a pas été choisie.

## Carrière

### World Wrestling Entertainment (2004-2010)

#### Débuts (2004-2005)
Elle perd au concours RAW Diva Search en 2004.
Elle débute à RAW en tant qu'intervieweuse en coulisse.

#### RAW (2005-2008)
Maria Kanellis commence à faire des matchs de catch en 2005. Elle participe à une compétition pour la première fois le 10 janvier 2005 à RAW. Elle perd contre Christy Hemme dans un Lingerie Pillow Fight.
Elle participe à une compétition dans un Fulfill Your Fantasy Diva Battle Royal à Taboo Tuesday pour le titre du WWE Women's Championship, mais se fait éliminer la première par Trish Stratus, après que celle-ci lui ait asséné un coup si violent qu'un des plombages de Maria Kanellis tomba d'une de ses dents.

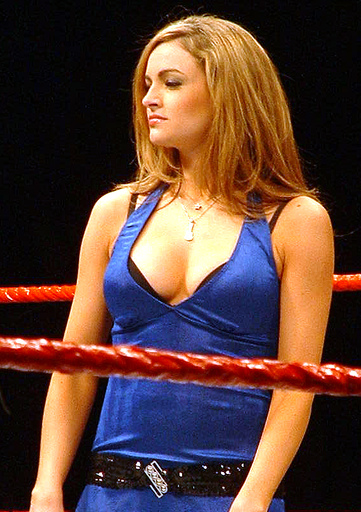
Maria sur le ring de RAW en 2006.

À New Year's Revolution, Maria a été la première à entrer dans le combat et elle a éliminé Candice Michelle et Torrie Wilson avant de se faire battre par Victoria. Le combat a finalement été gagné par Ashley Massaro
À No Way Out, elle participe au WWE Diva Talent Invitational, c'est Ashley qui gagne.
Le 1er avril à WrestleMania 23, elle est une « bûcheronne » dans le LumberJill match entre Melina & Ashley.
En juin, elle commence une romance avec Santino Marella.

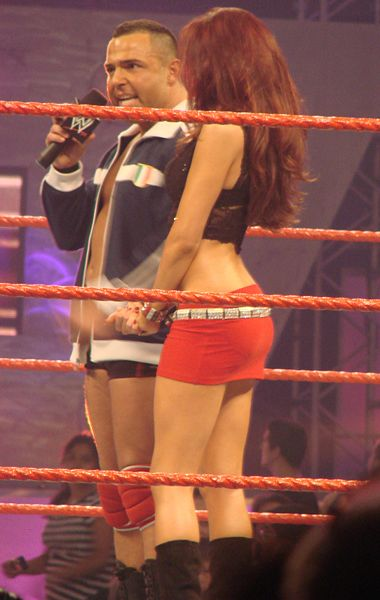
Maria et Santino Marella quand ils étaient en couple en 2007 et en 2008.

Le 26 août, à SummerSlam (2007), elle perd une battle royal contre toutes les divas pour être challenger numéro 1 au titre féminin.
Le 28 octobre à Cyber Sunday 2007, elle perd le Diva Halloween Costume Contest.
Le 18 novembre, aux Survivor Series 2007, elle gagne avec Mickie James, Kelly Kelly, Michelle McCool et Torrie Wilson un 10 Divas Tag Team Match contre Beth Phoenix, Layla, Jillian Hall, Victoria et Melina.
À WrestleMania XXIV, elle perd un Tag Team Match avec 
Ashley contre Mélina et Beth Phoenix. La semaine suivante à WrestleMania, elle bat Santino Marella grâce à toutes les divas qui se liguent contre lui. Puis elle perd contre Beth Phoenix.
À Backlash 2008, elle perd en équipe avec la WWE Women's Champion Mickie James, Ashley, Kelly Kelly, Cherry et Michelle McCool contre l'équipe de Beth Phoenix, Mélina, Victoria, Layla, Jillian Hall et Natalya.

#### SmackDown et renvoi (2008-2010)
Lors du WWE Draft 2008, Maria est draftée à SmackDown.
Lors de Cyber Sunday 2008, elle participe au Divas Halloween Costume Contest remporté par Mickie James.
Lors d'Armageddon 2008, elle participe au Santa's Little Helper Match avec Kelly Kelly, Michelle McCool et Mickie James face à Maryse, Victoria, Natalya et Jillian. L'équipe de Maria l'emporte.
Lors d'un épisode de Raw, elle gagne le titre de Divas de l'année 2009 
Lors de son dernier match à la WWE, elle participe à un three-person Mixed tag team match avec Hardy et Khali contre Tyson Kidd, David Hart Smith et Natalya, elle fait perdre son équipe en subissant le tombé de Natalya. Elle apparait ensuite une dernière fois en coulisses avec Hardy, Michelle McCool et Layla.
Le 26 février, la WWE décide de mettre fin à son contrat.

### Ring of Honor (2011-2015)

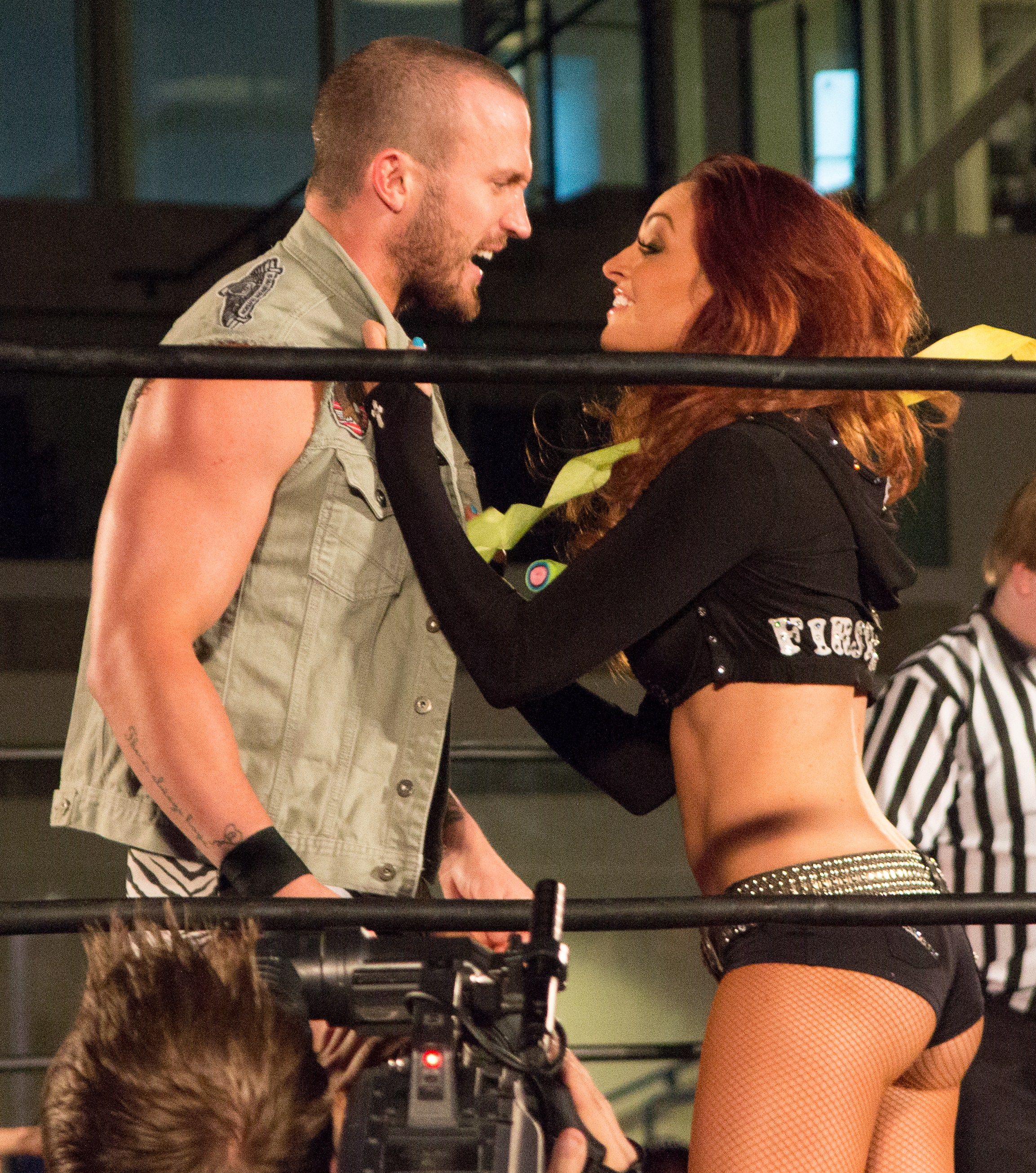
Maria avec Michael Bennett en 2014.

Elle devient en 2012 la manageuse du catcheur Michael Bennett. Lors de Boiling Point (2012), elle et Bennett perdent contre Eddie Edwards et Sara Del Rey.
Le 22 juin 2014, lors de Best in the World (2014), elle intervient dans le match entre Adam Cole et Michael Elgin mais est repoussée par la femme de Elgin MsChif.
Le 1er mars, lors de 13th Anniversary Show, elle perd contre O.D.B. Elle et son compagnon Michael Bennett quittent la fédération le 19 décembre.

### Family Wrestling Entertainment (2012-2014)
La FWE annonce que Maria participera à un tournoi pour déterminer la première FWE Women's Champion. Le 25 février 2012, Maria gagne un match simple face à Tara en demi-finale pour accéder à la finale. Plus tard dans la soirée, elle participe à la finale face à Winter, match qu'elle remporte. Pendant ce match, Brooke Tessmacher est venue distraire l'arbitre pendant que Tara portait son finisher sur Winter, et déposa Maria sur son adversaire pour le compte de trois. Maria remporte donc le FWE Women's Championship le 25 février. C'est le premier titre de sa carrière de catcheuse. Le 25 mars, Maria défend son titre dans un Triple Threat match incluant Winter et Rosita mais perd le match et son titre au profit de Winter. Lors de Dysfunctional Family, elle perd contre Jillian Hall. Le même soir, Rosita et elle battent Jillian Hall et Winter. Lors de FWE X, elle bat Winter et remporte le FWE Women's Championship. Lors de No Limits 2013, elle bat Angelina Love et conserve son titre.

### Total Nonstop Action Wrestling & Knockout Champion (2016-2017)
Lors de l'épisode d'Impact Wrestling le 5 janvier 2016, Maria Kanellis fait ses débuts à la TNA en même temps que son mari, Mike Bennett. Elle le présente en tant que The Miracle Mike Bennett.
Lors de l'épisode d'Impact le 1er septembre, Allie, l'assistante de Maria, célèbre son titre des Knockout gagné la semaine passée, mais Maria intervient et dit que cette fête n'est pas pour Allie. Elle force alors son assistante à se coucher dans le ring pour que Maria fasse le tombé sur elle et gagne le titre, ce que Maria parvient à faire. Elle devient donc championne des Knockout pour la première fois de sa carrière,. Lors de Bound For Glory le 2 octobre, Maria perd son titre contre Gail Kim.

### Retour à la World Wrestling Entertainment (2017-2020)

#### Retour avec Mike Kanellis (2017-2019)
Le 18 juin 2017, elle fait une apparition avec son mari lors de l’événement Money In The Bank. Elle devient pour la première fois Heel à la WWE. Depuis, elle accompagne son mari lors de ses matchs. En septembre, elle n'accompagne plus son mari pour ces matchs pour cause de grossesse.
Le 10 octobre, Maria et Mike Kanellis font leurs débuts à 205 Live en attaquant Lince Dorado au cours de son match contre Lio Rush.
Le 28 octobre 2018, Maria participe à la bataille royale féminine, lors d'Evolution, où elle effectue des mouvements talentueux, mais est finalement éliminée par Nia Jax qui gagnera la battle.
Le 27 janvier 2019, lors du Royal Rumble (2019), elle entre dans le Royal Rumble match féminin en 15ème position mais se fait éliminer en 12ème par Alicia Fox.

#### Championne 24/7 et second renvoi (2019-2020)
Le 29 juillet, à Raw, elle devient la nouvelle championne 24/7 après avoir forcé son mari Mike à se coucher pour la laisser gagner la ceinture. Elle devient par la même occasion la première femme enceinte championne de l'histoire de la WWE. La semaine suivante, à Raw, elle perd le titre puisque son mari effectue le tombé sur elle, en pleine échographie.
Le 15 avril 2020, la World Wrestling Entertainment annonce son licenciement et celui de son mari, Mike Bennett, en raison des restrictions d'effectif dues à la crise de COVID-19 dans le monde.

### Retour à la Ring of Honor (2020-2021)
Le 20 décembre 2020, la ROH publie une vidéo de Maria Kanellis annonçant la mise en place d'une page public sur les réseaux sociaux permettant aux fans de la ROH de donner leurs avis ou leurs idées pour améliorer les show de la ROH. Quelques semaines plus tôt, son mari Mike Bennett effectuait également son retour à la ROH.

### Retour à Impact Wrestling (2022)

#### Honor No More et départ (2022)
Lors de Hard to Kill (2022), elle effectue son retour à Impact Wrestling aux côtés de Matt Taven, Mike Bennett, PCO et Vincent en attaquant Eddie Edwards, Heath, Rhino, Rich Swann et Willie Mack après le match de ces derniers.
Le 8 octobre 2022, elle quitte la compagnie.

## Palmarès
- Pro Wrestling Illustrated
  - Classée 29e au classement des 50 des meilleures catcheuses en 2008[24]
- Family Wrestling Entertainment
  - 2 fois FWE Women's Championship
- Total Nonstop Action Wrestling
  - 1 fois TNA Women's Knockout Championship
- World Wrestling Entertainment
  - 1 fois WWE 24/7 Championship
  - Slammy Award de la diva de l'année 2009

## Vie privée
- Maria a été en couple avec CM Punk de 2005 à 2007.
- Elle est mariée à Mike Bennett depuis le 10 octobre 2014.
- Le 3 avril 2018, elle donne naissance à leur premier enfant, Fredrica Moon Bennett.
- Le 3 février 2020, elle donne naissance à leur deuxième enfant, Carver Mars Bennett.

## Autres médias
Elle apparaît en novembre 2007 dans la version américaine de l'émission Une famille en or avec Batista, Candice Michelle, King Booker, Mr. Kennedy, Layla El, Michelle McCool, Sharmell Sullivan, Ric Flair et Jonathan Coachman, mais aussi dans Deal or No deal (À prendre ou à laisser) en compagnie de Eve Torres et Dolph Ziggler.
Elle a posé pour le magazine Playboy en avril 2008. Elle s'est fait tatouer le mot "passion" pour la musique et le catch.